# Gasparia tuaiensis
Gasparia tuaiensis là một loài nhện trong họ Toxopidae.
Loài này thuộc chi Gasparia. Gasparia tuaiensis được miêu tả năm 1970 bởi Raymond Robert Forster.